# Fabio Del Genovese
Fabio Del Genovese (ur. 27 maja 1902 w San Giuliano Terme, zm. 6 kwietnia 1976 w Pizie) – włoski zapaśnik walczący w stylu wolnym. Olimpijczyk z Paryża 1924, gdzie zajął dziewiąte miejsce w wadze półciężkiej.

## Letnie Igrzyska Olimpijskie 1924
| Konkurencja      | Rundy eliminacyjne       | Rundy eliminacyjne       | Klas. końcowa |
| Konkurencja      | 1/8                      | 1/4                      | Miejsce       |
| ---------------- | ------------------------ | ------------------------ | ------------- |
| 87 kg styl wolny | Gustave Kappeler (FRA) Z | Calle Westergren (SWE) P | 9.            |